# Лонні Джонсон
Ло́нні Джо́нсон (англ. Lonnie Johnson), справжнє ім'я Ало́нсо Джо́нсон (англ. Alonzo Johnson; 8 лютого 1899, Новий Орлеан — 16 червня 1970, Торонто) — американський блюзовий гітарист-віртуоз, піаніст, скрипаль, співак. Є одним із найвпливовіших і найоригінальніших блюзових музикантів. Член Зали слави блюзу (1990).

## Біографія
Народився 8 лютого 1899 року в Новому Орлеані, штат Луїзіана у міській родині з гарними музичними традиціями. Його першим музичним інструментом стала скрипка. Музична кар'єра розпочалась у 1914 році, коли він почав виступати у струнному ансамблі, яким керував його батько. У Лонні було п'ять сестер та шість братів, і майже всі вони грали в ансамблі. У 1917 році, у складі великого ревю, вирушив на гастролі до Європи. Повернувшись через два роки, дізнався, що його батьки і всі рідні, окрім молодшого брата Джеймса (пізніше став піаністом), померли під час епідемії грипу. Тому разом з братом переїхав в Сент-Луїс і ніколи не повертався в Новий Орлеан. Грав на гітарі і скрипці та виступав з Чарлі Крітом на різних пароплавах Міссісіпі (тоді Джонсон використовував 12-струнну гітару).
У 1925 році переміг на міському конкурсі талантів, який проводив успішний на той час лейблу звукозапису OKeh Records, в результаті чого він отримав контракт на запис платівок. У той час Джонсон працював сталеплавильником і шахтарем-вуглярем, а вечорам виступав у клубах і водевілях. Зробив спільні записи з ансамблем Луї Армстронга і, оркестром Дюка Еллінгтона, The Chocolate Dandies і Фетсом Воллером, а його найуспішнішим записом тоді була «Fallin' Rain Blues». У 1929 році разом у гітарному дуетіз Едді Ленгом для лейблу Okeh; цей ансамбль зі змішаними расами став першим в історії джазу. Ленг (відомий під ім'ям Блайнд Віллі Данн) через чотири роки у 29 років трагічно загинув у Філадельфії у 1933 році. Туди ж невдовзі вирушив і Джонсон, де очолив ансамбль у Стентон-театрі.
У 1940-х і 1950-х Джонсон жив у Цинциннаті, де робив записи на King Records. Його «Tomorrow Night» мала величезний успіх і була продана 3 000 000 тиражем.
В 1948 його балада «Tomorrow Night» мала великий комерційний успіх (потім її успішно виконав Елвіс Преслі). У 1949 году вперше почав грати на електричній гітарі. Після повернення з гастролей по Англії, які тривали 11 місяців, був змушений залишити музичний бізнес через брак концертів. З початком «блюзового буму» 1960-х років він знову повернувся і був ще раз відкритий для фолк-блюзової аудиторії. У 1959 році, на момент коли його знайшов джазовий диск-жокей Кріс Альбертсон і вмовив зробити записи, Джонсон працював швейцаром в готелі у Філадельфії. Також він займався тоді ремонтами як помічник тесляра. Альбом Blues by Lonnie Johnson, випущений Bluesville Records у 1960 році став першим після тривалої перерви. За ним вийшли Blues and Ballads (1961) з Елмером Сноуденом, Losing Game (1961), Idle Hours (1961) спільно з Вікторією Спайві і Another Night to Cry (1963). У 1962 році взяв участь у записі альбому Спайві Woman Blues.
В 1969 році в Торонто його збив автомобіль. Помер 16 червня 1970 року в себе вдома в Торонто. Поховальна процесія відбулась на цвинтарі Маунт-Гоуп у присутності друзів і колег музикантів. Однак його родина наполягла на тому, щоб його тіло було перепоховано у Філадельфії.
У 1990 році був посмертно включений до Зали слави блюзу.

## Дискографія

### Альбоми
- Lonesome Road (King, 1956)
- Blues by Lonnie Johnson (Bluesville, 1960)
- Blues and Ballads (Bluesville, 1961)
- Losing Game (Bluesville, 1961)
- Idle Hours (Bluesville, 1961) з Вікторією Спайві
- Another Night to Cry (Bluesville, 1963)

### З іншими музикантами
- Woman Blues — Вікторія Спайві з Лонні Джонсоном (1962, Bluesville)

## Нагороди
У 1990 році включений до Зали слави блюзу.